# Algèbre d'opérateurs
 (novembre 2023).
Si vous disposez d'ouvrages ou d'articles de référence ou si vous connaissez des sites web de qualité traitant du thème abordé ici, merci de compléter l'article en donnant les références utiles à sa vérifiabilité et en les liant à la section « Notes et références ».
Pour les articles homonymes, voir Algèbre (homonymie).
En analyse fonctionnelle, une algèbre d'opérateurs est une algèbre d'opérateurs (linéaires) continus d'un espace vectoriel topologique (comme un espace de Banach) dans lui-même. La multiplication dans cette algèbre est la composition.